# Рогачиха (Костромская область)
Рогачиха — деревня в составе Ивановского сельского поселения Шарьинского района Костромской области России.

## География
Деревня расположена у автодороги Урень — Шарья — Никольск — Котлас Р157.

## История
Согласно Спискам населенных мест Российской империи в 1872 году деревня относилась к 2 стану Ветлужского уезда Костромской губернии. В ней числилось 5 дворов, проживали 38 мужчин и 40 женщин.
Согласно переписи населения 1897 года в деревне проживало 104 человека (57 мужчин и 47 женщин).
Согласно Списку населенных мест Костромской губернии в 1907 году деревня относилась к Рождественской волости Ветлужского уезда Костромской губернии. По сведениям волостного правления за 1907 год в деревне числилось 19 крестьянских дворов и 130 жителей. В деревне имелась кузница. Основным занятием жителей деревни был лесной промысел.
До 2010 года деревня относилась к Берзихинскому сельскому поселению.

## Население
| 2008 | 2010 | 2014 |
| ---- | ---- | ---- |
| 1    | ↘0   | →0   |